# 뵘 시스템

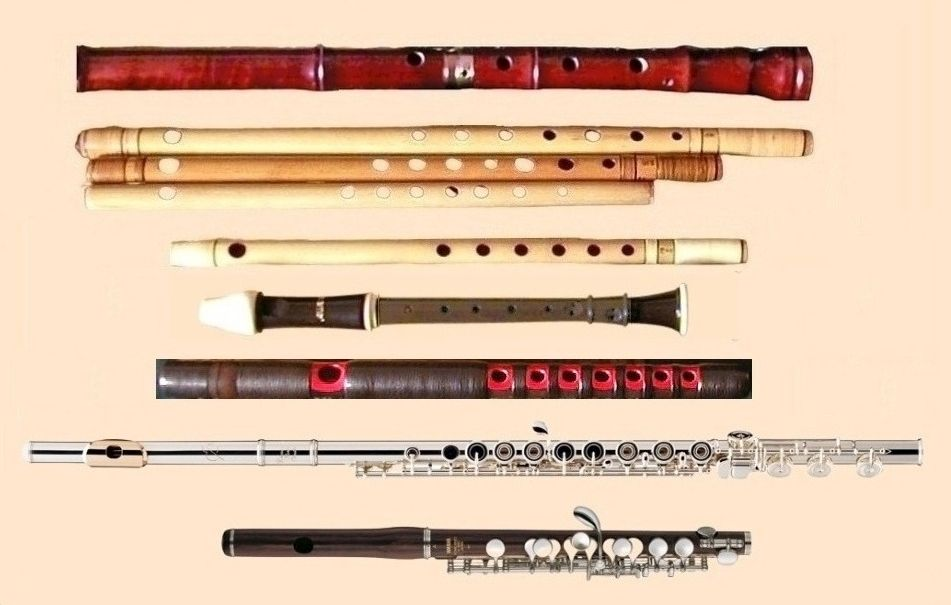
Flutes with Boehm system: the two lower flutes.

뵘 시스템(Boehm System)은 플루트 연주자 테오발트 뵘이 플루트를 위해 개발한 운지 체계이다. 클라리넷과 색소폰도 뵘 시스템의 영향을 받은 운지 체계를 가지고 있으며, 이도 뵘 시스템이라고 통칭한다.

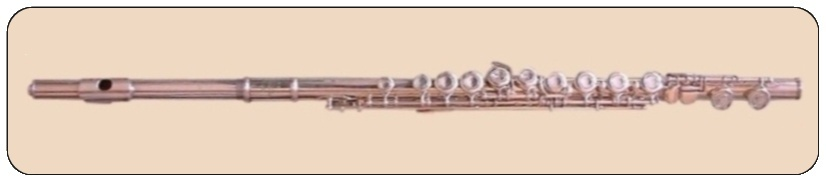
Boehm flute

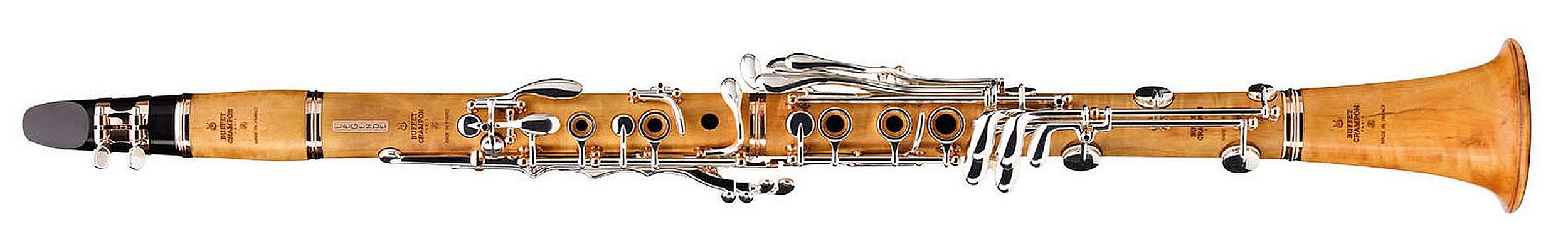
Boehm clarinet